# Toy Soldiers (film)
Toy Soldiers, amerikansk actionfilm från 1991.

## Handling
En grupp terrorister belägrar en skola och tar eleverna i gisslan. Medan samhället utanför skolan diskuterar hur de ska agera mot hotet eleverna utsätts för bestämmer sig ett par av eleverna, ledda av Billy Tepper (Sean Astin) att ta saken i egna händer.

## Om filmen
Toy Soldiers regisserades av Daniel Petrie, Jr., som även skrev filmens manus tillsammans med David Koepp. Manuset baseras på romanen Leksakskriget av William P. Kennedy.

## Rollista (urval)
| Sean Astin        | – Billy Tepper     |
| Wil Wheaton       | – Joey Trotta      |
| Keith Coogan      | – Snuffy Bradberry |
| Andrew Divoff     | – Luis Cali        |
| Denholm Elliott   | – doktor Gould     |
| Louis Gossett Jr. | – Dean Parker      |
| T.E. Russell      | – Hank Giles       |
| George Perez      | – Ricardo Montoya  |
| Mason Adams       | – Otis Brown       |
| Michael Champion  | – Jack Thorpe      |